# Tropidophoxinellus hellenicus
Tropidophoxinellus hellenicus är en fiskart som först beskrevs av Stephanidis, 1971.  Tropidophoxinellus hellenicus ingår i släktet Tropidophoxinellus och familjen karpfiskar. IUCN kategoriserar arten globalt som livskraftig. Inga underarter finns listade i Catalogue of Life.